# Bordentown (New Jersey)
Bordentown – miasto w Stanach Zjednoczonych, w stanie New Jersey, w hrabstwie Burlington.